# Trelleborg (commune)
La commune de Trelleborg est une commune suédoise du comté de Skåne. Elle compte 43 042 habitants. Son chef-lieu se situe à Trelleborg.

## Localités principales
- Alstad
- Anderslöv
- Beddingestrand
- Gislövs läge
- Klagstorp
- Simremarken
- Skegrie
- Smygehamn
- Trelleborg